# Терешковицька сільська рада
Терешковицька сільрада (біл. Цярэшкавіцкі сельсавет) — сільська рада на території Гомельського району Гомельської області Республіки Білорусь.

## Історія
Терешковицька сільська Рада робітничих, селянських і червоноармійських депутатів з центром в селі Старі Терешковичі була утворена у 1919 році в складі Дятловицької волості Гомельського повіту. З 7 жовтня 1977 центром сільради є село Терешковичі.

### Назви
- з 1919 — Терешковицька сільська Рада робітничих, селянських і червоноармійських депутатів;
- з 1936 — Терешковицька сільська Рада депутатів робітничих;
- з 1977 — Терешковицька сільська Рада народних депутатів;
- з 1994 — Терешковицька сільська Рада депутатів.

### Адміністративна підпорядкованість
- з 1919 — в Дятловицькій волості Гомельського повіту;
- з 1926 — в Дятловицькому районі;
- з 1927 — в Гомельському районі;
- з 1931 — в Гомелі;
- з 1937 — в Гомельському районі.

## Склад
Терешковицька сільська рада охоплює 15 населених пунктів:
- Борець — селище;
- Васильовка — селище;
- Висока Грива — селище;
- Калініне — селище;
- Кути — селище;
- Нова Бухаловка — село;
- Нові Терешковичі — село;
- Ольховка — село;
- Орленськ — селище;
- Осовіно — селище;
- Присторони — селище;
- Скиток — село;
- Сож — селище;
- Стара Бухаловка — село;
- Терешковичі — агромістечко[1].